# Jost Haller
Pour les articles homonymes, voir Haller.
Jost Haller est un peintre alsacien du XVe siècle, qui fut également actif en Lorraine.

## Œuvres

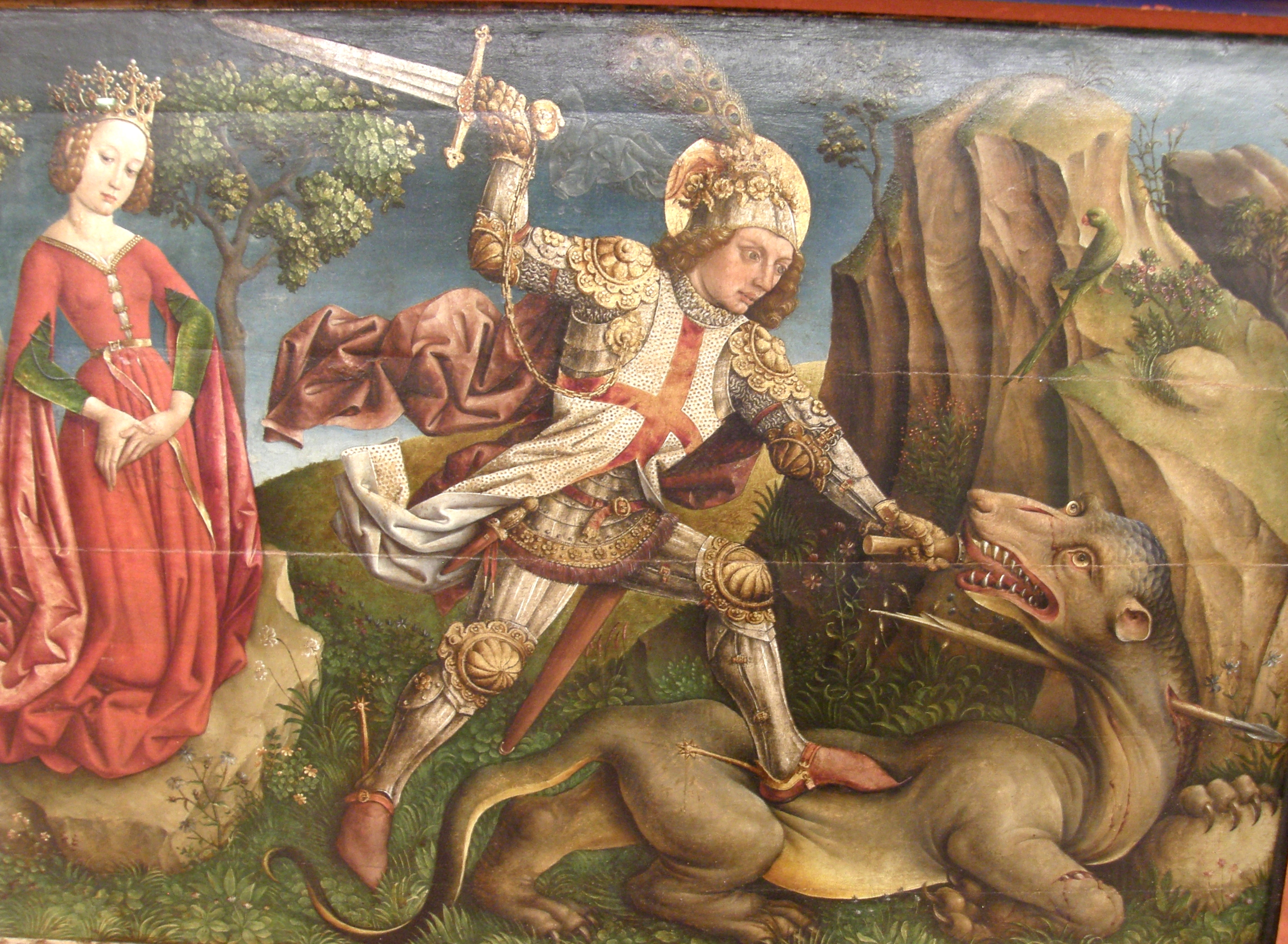
Combat de saint Georges (Musée Unterlinden)

- le retable du Tempelhof (vers 1445-1450), qui se trouvait initialement à Bergheim[1], présente le Combat de saint Georges (Musée Unterlinden, Colmar).
- Les enluminures du Livre de prières de Lorette d’Herbeviller (vers 1470), conservé à la Bibliothèque nationale de France.